# Фестивал фантастике у Нишу
Фестивал фантастике у Нишу је међународна конвенција посвећена фантастичној књижевности која се одржава сваке године у Нишу од 2018. године. Фестивал организују Удружење љубитеља фантастике Ордо Драко Ниш, као и Нишки културни центар.

## Историјат
Фестивал је основао књижевник Милош Петковић, аутор епскофантастичних романа. Додељује се награда "Минас Едхел" за допринос фантастици.
- Први фестивал ТолкиНиш 2018 био је посвећен делима Џ. Р. Р. Толкина, а добитник награде за допринос фантастици је Александар Тешић.
- Други фестивал под називом Готниш 2019. године посвећен је делима Џорџа Р. Р. Мартина, и добитник награде је Дејан Папић, власник издавачке куће Лагуна.
- Трећи фестивал Нишгард 2021, посвећен је митологији, а награду за допринос фантастици је добио проучавалац Толкинових дела Марко Васић.
- Четврти фестивал БетмеНиш 2022. године био је посвећен стрипу, и добитници награде су Марко Стојановић, сценариста стрипа Вековници, и Боб Живковић
- Пети фестивал Врачеви и мачеви 2023. године је први пут имао познате госте из иностраства Адријана Чајковског и Питера В. Брета, који су и добили награду за допринос фантастичној књижевности.
- Шесто издање фестивала ЗмајКон одржано је 2024, гост је био Стивен Ериксон, који је и добио награду.[3]
- Седмо издање ће се одржати од 15 - 18. маја 2025, гост ће бити Џон Гвин.[4]

## Извори
1. ↑  „O festivalu”. ZmajKon (на језику: српски). 2024-03-18. Приступљено 2025-04-27.
2. ↑  Petković, Miloš (2024-05-30). „ZAŠTO JE MALI FESTIVAL FANTASTIKE U NIŠU POSTAO ZMAJKON?”. Miloš Petković - pisac epske fantastike i slovenske mitologije iz Niša (на језику: српски). Приступљено 2025-04-27.
3. ↑  admin (2024-02-29). „ШЕСТИ ФЕСТИВАЛ ФАНТАСТИКЕ У НИШУ - НКЦ”. НКЦ (на језику: енглески). Приступљено 2025-04-27.
4. ↑  „Džon Gvin | Laguna”. laguna.rs (на језику: српски). Приступљено 2025-05-07.